# Ian Macpherson Macrae
Ian Macpherson Macrae, britanski general, * 1882, † 1956.